# Gregorio Barrios
Gregorio Barrios (Bilbao, 31 de enero de 1911-São Paulo, 17 de diciembre de 1978) fue un cantante de boleros y actor español-argentino.

## Carrera
Cantor de gran porte como barítono, Barrios, se lució tanto en la Argentina como en el Brasil. Iniciado en 1938, tuvo sus logros en Madrid y en el Casino Estorial de Lisboa con dos temas románticos, Dos cruces y Abril en Portugal.
En Argentina, país donde vivió por muchos años, comenzó en emisoras radiales de Buenos Aires y fue ídolo en la época dorada del bolero. Tuvo un programa radial Hoy canto para ti que lo hacía en comunicación directa con sus oyentes en forma telefónica.
Se dedicó inicialmente a partes de óperas, pasando luego a interpretar el repertorio clásico de los aires porteños, los tangos. Pero hacia 1940, comprobó que su voz se adaptaba más a la canción melódica.
Grabó muchos discos con las orquestas de Dan Roger y Víctor S. Lister. Más adelante Américo Belloto lo vinculó al sello Odeón y grabó muchos boleros que tuvieron éxitos por los que se dio a conocer en Latinoamérica. Viajó entonces a la Habana, México, Venezuela y Colombia.

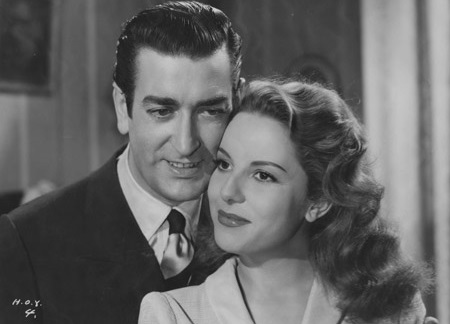
Con Pola Alonso en Hoy canto para ti.

En su gran voz se realizó la primera versión de Somos el famosísimo bolero de Mario Clavel. Interpretó algunos temas compuestos por el cantante mexicano Roberto Cantoral.
Fue esa gran voz la que lo llevó a brillar en la década de oro del cine argentino a mediados de la década del 40. Trabajó con ilustres figuras como Raimundo Pastore, Pola Alonso, Domingo Mania, Olga Zubarry, Amelita Vargas, Juan Carlos Thorry, Marcos Zucker, Patricia Castell y Juan Carlos Mareco, entre otros.
En teatro hizo espectáculo tales como Arráncame la vida
En 1961 se radicó definitivamente en Brasil, formó su propia orquesta y finalmente falleció en 1978.

## Discografía
Gregorio registró más de 500 números y docenas de discos de 78 rpm de los primeros días de vinilo de diez pulgadas. Entre muchas interpretaciones que hizo se destacan los temas:
| - Abril en Portugal - Alma llanera - Palabras de mujer - Dos almas - Diez minutos de más - Una mujer - Inolvidable - Nocturnal - Volvamos a empezar - Recuerdos de Ipacarai - María bonita | - Que será de ti aquí - Perfidia - Sabrá Dios - Vereda tropical - Inútilmente - Soñar - Que te vaya bien - Frenesí - Luna lunera - Hipócrita - Final |

## Filmografía
- 1949: Piantadino
- 1949: Hoy canto para ti
- 1950: Campeón a la fuerza
- 1951: ¡Qué hermanita![5]